# Astéroïde Aton
Pour les articles homonymes, voir Aten et Aton (homonymie).
Cet article possède un paronyme, voir Atton (homonymie).

Les astéroïdes Aton ont leur orbite située majoritairement à l'intérieur de l'orbite terrestre contrairement à l'autre grande catégorie de géocroiseurs : les astéroïdes Apollon (l'orbite terrestre est dessinée en bleu sur le schéma)

Les astéroïdes Aton (en anglais Aten asteroid) sont un groupe d'astéroïdes, nommés d'après (2062) Aton, le premier membre découvert. Ce sont les astéroïdes géocroiseurs qui possèdent un demi-grand axe de moins d'une unité astronomique et un aphélie supérieur au périhélie de la Terre, c'est-à-dire 0,983 ua.
On connaît actuellement (20 juin 2021) 2 017 astéroïdes Aton dont 237 sont numérotés et 13 nommés.

## Propriétés
Presque tous les Aton possèdent un aphélie supérieur à une unité astronomique (ua). Les astéroïdes Atira (ou apohele) sont une sous-classe des astéroïdes Aton dont les membres ont leur aphélie à l'intérieur de l'orbite de la Terre. En mi-2005, seuls trois Atira étaient connus : (163693) Atira, (434326) 2004 JG6 et (164294) 2004 XZ130. En juin 2021, on n'en connait encore que 24.
Le plus petit demi-grand axe est celui de (66391) Moshup avec 0,642 ua (son excentricité de 0,688 l'amène au périhélie à 0,200 ua du Soleil, bien en deçà de l'orbite de Mercure, pour un aphélie de 1,084 ua, il coupe donc l'orbite terrestre). Le demi-grand axe de 2019 LF6 est encore plus petit (0,555 ua).
L'astéroïde Aton qui a le plus faible périhélie est aussi celui qui possède la plus grande excentricité : celle de l'orbite de (137924) 2000 BD19 est de 0,895, ce qui le fait passer d'un périhélie de 0,092 ua, bien à l'intérieur de l'orbite de Mercure, jusqu'à un aphélie de 1,661 ua.
Pendant une courte période à la fin de 2004, (99942) Apophis semblait menacer de percuter la Terre en 2029, mais la découverte d'observations antérieures permit de préciser son orbite et d'éliminer cette possibilité (même si une toute petite probabilité subsiste pour 2035 et 2036).

## Nom
En 1976, en nommant (2062) Aten (Aton), nom proposé par Eleanor Helin, une ligne directrice est proposée : baptiser les objets de cette classe d'après des déesses de l'Égypte antique. 
Cependant en 1986, la règle est brisée puisque que (3753) est nommé Cruithne, d'après une tribu qui a habité l'Écosse et l'Irlande, et en 2001, (66391) est baptisé Moshup, d'après un géant légendaire du peuple Mohegan vivant en Nouvelle-Angleterre.

## Liste
Voici une liste de quelques Aton, dont tous les nommés (22 mars 2021) :
| Nom                 | Diamètre ou dimensions (km) | Demi-grand axe (UA) | Découverte        | Découvreur                                |
| ------------------- | --------------------------- | ------------------- | ----------------- | ----------------------------------------- |
| (2062) Aton         | 0,9                         | 0,96672             | 7 janvier 1976    | Eleanor F. Helin                          |
| (2100) Ra-Shalom    | 0,9 × 2,5                   | 0,8320              | 10 septembre 1978 | Eleanor F. Helin                          |
| (2340) Hathor       | 0,4 × 1                     | 0,8438              | 22 octobre 1976   | Charles T. Kowal                          |
| (3362) Khoufou      | 0,7                         | 0,989               | 30 août 1984      | Roy Scott Dunbar, Maria Antonella Barucci |
| (3554) Amon         | 2,5                         | 0,974               | 4 mars 1986       | Carolyn Shoemaker, Eugene Shoemaker       |
| (3753) Cruithne     | 5                           | 0,99778             | 10 octobre 1986   | J. Duncan Waldron                         |
| (5381) Sekhmet      | 1,4                         | 0,947               | 14 mai 1991       | Carolyn Shoemaker                         |
| (33342) 1998 WT24   | 0,33                        | 0,7185              | 25 novembre 1998  | LINEAR                                    |
| (66391) Moshup      | 1,5                         | 0,642               | 20 mai 1999       | LINEAR                                    |
| (99907) 1989 VA     | 1,4                         | 0,7285              | 2 novembre 1989   | C. Shoemaker, E. Shoemaker, D. Levy       |
| (99942) Apophis     | 0,325                       | 0,9222              | 19 juin 2004      | R. A. Tucker, D. J. Tholen                |
| (136818) Selqet     | ~0,5                        | 0,938               | 29 juin 1997      | Roy Tucker                                |
| (137924) 2000 BD19  | 1,6                         | 0,876               | 29 janvier 2000   | LINEAR                                    |
| (202683) 2006 US216 | 0,3 - 0,7                   | 0,637               | 30 octobre 2006   | Mount Lemmon Survey                       |
| (326290) Akhénaton  | 0,1                         | 0,879               | 21 avril 1998     | Roy Tucker                                |
| (367943) Duende     | 0,03                        | 0,910               | 23 février 2012   | La Sagra                                  |
| (398188) Agni       | 0,46                        | 0,86                | 3 juin 2010       | WISE                                      |
| (434326) 2004 JG6   | 0,5 - 1,2                   | 0,635               | 11 mai 2004       | LONEOS                                    |
| (524522) Zoozve     | 0,2 - 0,5                   | 0,7236              | 11 novembre 2002  | LONEOS                                    |
| 2000 SG344          | 0,03                        | 0,977               | 29 septembre 2000 | D. J. Tholen                              |
| 2002 AA29           | 0,06                        | 1,000               | 9 janvier 2002    | LINEAR                                    |
| 2003 YN107          | 0,03                        | 0,997               | 20 décembre 2003  | LINEAR                                    |
| 2004 FH             | 0,03                        | 0,8173              | 16 mars 2004      | LINEAR                                    |
| 2019 VO3            | 0,04                        | 0,6777              | 5 novembre 2019   | Mount Lemmon Survey                       |
| 2019 GF1            | 0,02                        | 0,991 98            | 2 avril 2019      | Pan-STARRS 1                              |